# Bão Vera (1959)
Bão Vera, còn được gọi là Isewan Typhoon (伊勢湾台風 Ise-wan Taifū), là một cơn bão nhiệt đới cực kỳ dữ dội đã tấn công Nhật Bản vào tháng 9. Năm 1959, trở thành cơn bão mạnh nhất và nguy hiểm nhất được ghi nhận để đổ bộ vào đất nước. Cường độ của cơn bão dẫn đến thiệt hại về mức độ nghiêm trọng và mức độ vô song, và là một trở ngại lớn cho nền kinh tế Nhật Bản, nơi vẫn đang hồi phục từ Thế chiến II. Sau hậu quả của Vera, các hệ thống quản lý và cứu trợ thảm họa của Nhật Bản đã được cải cách đáng kể và các tác động của cơn bão sẽ tạo ra một chuẩn mực cho những cơn bão trong tương lai tấn công đất nước.
Vera phát triển vào ngày 20 tháng 9 giữa đảo Guam và Chuuk, và ban đầu đi chuyển về phía tây trước khi đạt đến sức mạnh của cơn bão nhiệt đới vào ngày hôm sau. Đến thời điểm này, Vera đã đảm nhận một hướng di chuyển mạnh mẽ hơn và bắt đầu tăng cường nhanh chóng, và đạt đến cường độ cực đại vào ngày 23 tháng 9 với sức gió tối đa duy trì tương đương với sức mạnh của một cơn bão hiện đại ngày nay ở cấp 5 trong thang bão Saffir-Simpson. Với một chút thay đổi về sức mạnh, Vera cong quỹ đạo và tăng tốc về phía bắc, dẫn đến một cuộc đổ bộ vào ngày 26 tháng 9 gần Shionomisaki trên Honshu. Các kiểu gió trong khí quyển đã khiến cơn bão nhanh chóng nổi lên Biển Nhật Bản trước khi tái diễn về phía đông và di chuyển lên bờ Honshu lần thứ hai. Sự di chuyển trên đất liền làm suy yếu rất nhiều Vera và sau khi trở lại Bắc Thái Bình Dương vào cuối ngày hôm đó, Vera đã chuyển sang một xoáy thuận ngoài nhiệt đới vào ngày 27 tháng 9; những tàn dư này tiếp tục tồn tại thêm hai ngày nữa.
Mặc dù Vera đã được dự báo chính xác và việc theo dõi vào Nhật Bản đã được dự đoán trước, nhưng phạm vi viễn thông hạn chế, kết hợp với sự thiếu khẩn cấp từ truyền thông Nhật Bản và cường độ của cơn bão, đã ngăn chặn rất nhiều quá trình sơ tán và giảm nhẹ thiên tai. Lượng mưa từ những vành đai mây bên ngoài của cơn bão bắt đầu gây ra lũ lụt trong các lưu vực sông trước khi cơn bão đổ bộ. Khi di chuyển vào bờ Honshu, cơn bão đã mang đến sự huỷ diệt kinh hoàng, phá hủy nhiều hệ thống phòng chống lũ lụt, làm ngập lụt các vùng ven biển và nhấn chìm nhiều tàu biển. Tổng thiệt hại từ Vera đạt 600 triệu USD (tương đương 5,16 tỷ USD 2022). Số người tử vong do Vera gây ra vẫn không thay đổi, mặc dù các ước tính hiện tại cho thấy cơn bão gây ra ít nhất 5.000 cái chết, làm cho nó trở thành cơn bão nguy hiểm nhất trong lịch sử Nhật Bản.
Các nỗ lực cứu trợ đã được chính phủ Nhật Bản và Hoa Kỳ khởi xướng ngay sau cơn bão Vera. Do tình trạng ngập lụt do bão gây ra, các dịch bệnh cục bộ đã được báo cáo, bao gồm cả bệnh lỵ và uốn ván. Sự lây lan của bệnh tật và các mảnh vỡ ngăn chặn làm chậm các nỗ lực cứu trợ đang diễn ra. Do thiệt hại chưa từng có và mất mạng sau Vera, chế độ ăn kiêng quốc gia đã thông qua luật pháp để hỗ trợ hiệu quả hơn cho các khu vực bị ảnh hưởng và giảm thiểu thảm họa trong tương lai. Điều này bao gồm việc thông qua Đạo luật cơ bản về phòng chống thiên tai năm 1961, đưa ra các tiêu chuẩn cho cứu trợ thảm họa của Nhật Bản, bao gồm việc thành lập Hội đồng phòng chống thiên tai trung ương.

## Lịch sử khí tượng
Nguồn gốc của bão Vera có thể được xác định trở lại khu vực khuếch tán áp suất thấp lần đầu tiên được đưa vào phân tích thời tiết bề mặt vào đầu tháng 9   20. Vào thời điểm đó, sự xáo trộn nằm ở giữa đảo Guam và bang Chuuk. Mặc dù Trung tâm Cảnh báo Bão chung   (JTWC) đã không phân loại hệ thống đang phát sinh là một cơn bão nhiệt đới, Cơ quan Khí tượng Nhật Bản   (JMA) đã phân tích sự xáo trộn là áp thấp nhiệt đới sớm nhất là 0000   UTC ngày hôm đó. Ban đầu, trầm cảm theo dõi về phía tây, nhưng tạm thời chuyển sang một khóa học miền bắc hơn vào tháng 9   21. Cuối ngày hôm đó, một máy bay trinh sát được JTWC phái đi để phân tích sự xáo trộn không đến được trung tâm của nó do lỗi động cơ. Tuy nhiên, dữ liệu thu thập được từ ngoại vi của cơn bão là đủ để trung tâm cảnh báo phân loại trầm cảm là cơn bão nhiệt đới vào năm 1800   UTC ngày hôm đó. Bất chấp dữ liệu chuyến bay, JMA đã xác định hệ thống có cường độ bão nhiệt đới ít nhất sáu giờ trước đó. Như một kết quả của sự phân loại lại, cơn bão nhiệt đới đã được định tên Vera của JTWC. Tại thời điểm này, cơn bão nhiệt đới bắt đầu diễn ra theo chiều hướng nghiêm trọng hơn.
Đầu tháng 9   22, một sửa chữa máy bay đặt Vera 175   km (110   mi) phía bắc-đông bắc Saipan. Trong suốt cả ngày, các chuyến bay trinh sát định kỳ vào cơn bão cho thấy Vera đã bắt đầu tăng cường nhanh chóng. Đến năm 1800   UTC sau ngày hôm đó, phân tích dữ liệu kết luận rằng cơn bão nhiệt đới đã đạt đến cường độ bão. Tăng cường nhanh chóng tiếp tục vào ngày hôm sau, khi gió bão và áp suất khí quyển tối đa của cơn bão nhanh chóng tăng và giảm. Đồng thời, kích thước của Vera tăng lên đến mức mà nó kéo dài 250   km (155   mi) ngang qua. Lúc 06 giờ   UTC ngày hôm sau, Vera đạt được áp suất khí quyển ước tính tối thiểu là 895   mbar (hPa; 26,43   inHg). Điều này chỉ ra 75   mbar (hPa; 2,22   inHg) giảm áp suất trong 24 trước   giờ  Khi đạt đến áp suất tối thiểu, Vera được ước tính đã đạt được sức gió tương đương với một Thể loại   5   - phân loại cao nhất có thể theo thang gió bão Saffir hạng Simpson hiện đại. Sức gió của bão tiếp tục tăng trước khi đạt cực đại 1200   UTC vào tháng 9   23, khi máy bay trinh sát báo cáo sức gió tối đa là 305   km/h (190   mph). Khi đạt đến tốc độ gió, Vera nằm ở vị trí 645   km (400   mi) phía đông bắc đảo Guam. Khả năng tăng cường nhanh chóng của bão nhiệt đới được cho là do hoàn lưu khí quyển thuận lợi và nhiệt độ mặt nước biển rất bền vững.
Vera chỉ duy trì cường độ cực đại trong khoảng mười hai giờ, nhưng vẫn là một cơn bão nhiệt đới mạnh mẽ. Với rất ít thay đổi về sức mạnh, cơn bão đã theo dõi phía tây bắc trong suốt tháng Chín   24. Do ảnh hưởng của một khu vực áp suất cao gần đó, Vera bắt đầu cong dần và nhanh chóng tăng tốc về phía bắc về phía Nhật Bản. Lúc 09 giờ   UTC vào tháng 9   26, Vera thực hiện cuộc đổ bộ đầu tiên vào Honshu, ngay phía tây Shionomisaki. Vào thời điểm đó, cơn bão có sức gió duy trì tối đa là 260   km/h (160   mph) và áp suất khí quyển là 920   mbar (hPa; 27,17   inHg). Vera đi qua đảo Nhật Bản khá nhanh với tốc độ 61   km/h (38   mph), và nổi lên biển Nhật Bản lúc 15 giờ 30   UTC ngày hôm đó. Mặc dù có thời gian ngắn trên đất liền, địa hình làm suy yếu rất nhiều cơn bão nhiệt đới. Theo dõi một luồng gió tây, Vera bị buộc về phía đông, dẫn đến một cuộc đổ bộ thứ hai gần Sakata, Honshu, với cường độ tương đương với Loại   1 cơn bão. Vera tái xuất hiện ở Bắc Thái Bình Dương vào cuối tháng 9   26, đã suy yếu do sự thúc đẩy của không khí lạnh bên cạnh việc tiếp tục tương tác đất. Lúc 06 giờ   UTC vào tháng 9   27, JTWC đã phân tích cơn bão đã suy yếu theo cường độ bão nhiệt đới. Trung tâm cảnh báo đã ngừng theo dõi hệ thống định kỳ của mình, vì Vera đã bắt đầu chuyển sang một cơn bão ngoài hành tinh. Do đó, JMA chính thức phân loại lại hệ thống như một cơn bão ngoài hành tinh ở 1200   UTC ngày hôm đó. Tàn dư ngoài hành tinh của Vera tiếp tục tồn tại và theo dõi về phía đông trong hai ngày tiếp theo trước khi JMA ghi nhận cơn bão cuối cùng ở 1200   UTC vào tháng 9   29.

## Thiệt hại
| Tên        | Con số | Tên tiếng nhật           |
| ---------- | ------ | ------------------------ |
| Marie      | T5415  | Bão Toyamaru             |
| Ida        | T5822  | Bão Kanogawa             |
| Sarah      | T5914  | Bão Miyakojima           |
| Vera       | T5915  | Bão Iswan                |
| Nancy      | T6118  | Bão Muroto thứ 2         |
| Cora       | T6618  | Bão Miyakojima thứ 2     |
| Della      | T6816  | Bão Miyakojima lần thứ 3 |
| Cưng       | T7709  | Bão Okinoerabu           |
| Tham khảo: |        |                          |

 Mặc dù được dự báo tốt và theo dõi trong suốt thời gian tồn tại, Hiệu ứng của Typhoon Vera rất tai hại và lâu dài. Ngoài cường độ của cơn bão, thiệt hại nghiêm trọng và số người chết lớn là một phần do sự thiếu khẩn cấp từ truyền thông Nhật Bản trước khi đổ bộ của Vera. Mặc dù ước tính chi phí thiệt hại cho thấy tổng số vượt quá US $ 261   triệu (tương đương 2,24 tỷ đô la Mỹ 2022), các ước tính thiệt hại khác cho thấy chi phí thiệt hại lên tới 600 đô la Mỹ   triệu (tương đương 5,16 tỷ USD 2022). Số người chết vẫn chưa rõ ràng, nhưng các báo cáo thường chỉ ra rằng khoảng 5.000   người đã thiệt mạng, với hàng trăm người khác mất tích. Ngoài người chết gần 40.000   người bị thương, và thêm 1.6   Hàng triệu người bị vô gia cư. Toàn quốc khoảng 834.000   nhà cửa bị phá hủy và khoảng 210.000   ha (520.000   ac) của các lĩnh vực nông nghiệp đã bị hư hại. Thiệt hại do Vera gây ra đã khiến nó trở thành cơn bão nguy hiểm nhất trong lịch sử Nhật Bản, thành công sau cơn bão Muroto năm 1934. Vera cũng là thảm họa tự nhiên nguy hiểm thứ ba ở Nhật Bản trong thế kỷ 20, chỉ sau trận động đất lớn Hanshin năm 1995 và trận động đất vĩ đại Kantō năm 1923.
Trước khi đổ bộ của Vera, mưa lớn trước cơn bão đã xảy ra trên khắp vùng Tōkai của Nhật Bản bắt đầu từ tháng 9   23, khi cơn bão đạt cường độ cực đại trên vùng nước mở. Ở Nagoya, tổng lượng mưa đạt 10   cm (4   trong). Ở những nơi khác trong vùng Tōkai, gần 20   cm (8   trong) mưa đã được báo cáo. Lượng mưa đã gây ra lũ lụt dọc theo một số lưu vực sông trong cơn mưa. Lượng mưa ổn định đã xảy ra trong suốt đoạn Honshu của Vera, mặc dù trận lụt tồi tệ nhất xảy ra sau trận đổ bộ ban đầu của cơn bão. Ở Kawakami, Nara, một trận lở đất đã giết chết 60 người   người sau khi nghiền nát 12   nhà cửa.

Hầu hết các thiệt hại liên quan đến Vera là kết quả của cơn bão có sức tàn phá rất cao. Tại bờ biển, cường độ của bão đã gây ra một cơn bão mạnh làm ngập lụt các vùng ven biển vùng thấp. Ở vịnh Ise, độ cao của bão đã được tăng cường đáng kể do độ cong của đất và độ sâu nông của vịnh, cho phép nước dễ dàng di chuyển theo chiều dài của vịnh về phía bờ biển. Ngoài ra, cơn bão đi qua khu vực khi thủy triều lên. Mực nước bắt đầu dâng cao trước khi đổ bộ của Vera và lên đến đỉnh điểm trong cơn bão đầu tiên của cơn bão Honshu. Đo lường nước dâng do bão cao nhất được quan sát thấy ở Cảng Nagoya, nơi mực nước đạt đỉnh 3,9 m (13 ft) trên mức bình thường. Nước dâng do bão dữ dội dễ dàng nhấn chìm hoặc phá vỡ những con đê đất và các cơ chế phòng chống lũ khác xung quanh Vịnh Ise. Tuy nhiên, những con đê ven biển này vẫn còn dang dở một phần và bị ảnh hưởng nghiêm trọng bởi cơn bão của Vera. Chỉ các hệ thống giảm thiểu lũ mới được lắp đặt dọc theo phần phía nam của vịnh mới có thể chịu được tác động của sóng. Ngoài khơi, sóng chìm 25   thuyền đánh cá, với hàng ngàn tàu khác bị mắc cạn hoặc mất tích. Tổng cộng, thiệt hại đã được báo cáo đến 7.576   tàu thuyền. Ngoài tàu bị hư hỏng, nhiều bè hàu cũng bị mất, với tổng thiệt hại là 6 đô la Mỹ   triệu. Ngoài ra, 75   Hàng triệu con hàu ngọc trai bị mất sóng, kết quả là US $ 10   triệu lỗ thêm.
 Tình trạng ngập lụt gây ra bởi các khu vực ngập nước do bão của Vera gây ra xung quanh vùng ngoại vi của vịnh trong thời gian dài, với một số khu vực thấp nằm dưới nước trong hơn bốn tháng. Do sự thất bại của nhiều hệ thống giảm thiểu lũ lụt liên tiếp, cùng với phạm vi phủ sóng hẹp của viễn thông bị ảnh hưởng bởi gió mạnh của Vera, nhiều người ở các khu vực bị ảnh hưởng đã phải di tản rất ít. Nagoya là một trong những thành phố bị ảnh hưởng nặng nề nhất bởi Vera, và do hậu quả của bão và gió, bến cảng của nó đã bị ngừng hoạt động trong vòng chưa đầy ba giờ. Ảnh hưởng của cơn bão dữ dội đã trở nên tồi tệ hơn bởi sự phá hủy các bãi gỗ ở cảng Nagoya, nơi đặt ra một lượng lớn các khúc gỗ gây ra thiệt hại đáng kể cho các công trình. Việc phát hành nhật ký cũng cản trở những nỗ lực cứu trợ sau khi cơn bão đi qua. Toàn thành phố, 50.000   những ngôi nhà bị thiệt hại nặng nề bởi nước lũ và 1.800   nơi cư trú khác đã bị cuốn trôi khỏi nền tảng của họ. Tổng thiệt hại cho cây trồng được ước tính là US $ 30   triệu. Cây lúa chịu tác động nặng nề, với 150.000   tấn (135.000   tấn) gạo bị mất. Ngoài thiệt hại mùa màng, US $ 2,5   trái cây trị giá hàng triệu đô la và 4 đô la Mỹ   rau trị giá hàng triệu đồng đã bị mất. Sự sụp đổ của một ngôi nhà chung cư duy nhất trong thành phố chôn vùi 84   người dưới đống đổ nát; một sự cố tương tự ở Naka, Ibaraki đã chôn khoảng 300   những người. Những ngôi nhà trên bãi biển đã bị phá hủy, và những vùng đất rộng lớn gần đó bị tàn phá nặng nề. Ngoài cơn bão, Nagoya còn trải qua những cơn gió kéo dài khoảng 145   km/h (90   mph), với những cơn gió mạnh lên tới 260   km/h (160   mph), giảm đường dây điện và gây mất điện. Đông Nam của Nagoya, ở Handa, Aichi, khoảng 300   người ta đã bị giết sau khi sóng của Vera nhấn chìm hơn 250   nhà cửa. Thương vong trên toàn tỉnh Aichi là 3.168 và khoảng 59.000   người ta bị thương, dựa trên bảng liệt kê được tiến hành vào tháng 3   1960.
Ở phía tây của Vịnh Ise, ở tỉnh Mie, 1.233   người đã thiệt mạng, với khoảng 5.500   những người khác bị thương duy trì. Khoảng 95%   Nagashima bị nhấn chìm dưới nước. Kuwuna gần đó chịu số phận tương tự 80%   Thành phố thích hợp đã bị ngập lụt. Ở đó, 58   người đã thiệt mạng và 800   những người khác đã được di dời. Các thị trấn Kamezaki và Kamiyoshi cũng bị xóa sổ do ngập lụt. Xa hơn trong đất liền, ở tỉnh Nagano, gió mạnh đã thổi bay vô số ngôi nhà. Sân bay Tachikawa của Không quân Hoa Kỳ gần Tokyo chịu thiệt hại đáng kể từ cơn bão, với chi phí thiệt hại lên tới hơn 1 đô la   triệu.

## Hậu quả
| Cấp                                                      | Bão                  | Mùa  | Tử vong |
| -------------------------------------------------------- | -------------------- | ---- | ------- |
| 1                                                        | " Hải Phòng "        | 1881 | 300.000 |
| 2                                                        | Nina                 | 1975 | 229.000 |
| 3                                                        | Tháng 7 năm 1780 Bão | 1780 | 100.000 |
| 4                                                        | " Swatow "           | 1922 | 60.000  |
| 5                                                        | "Trung Quốc"         | 1912 | 50.000  |
| 6                                                        | Tháng 7 năm 1862 Bão | 1862 | 40.000  |
| 7                                                        | Tháng 9 năm 1881 Bão | 1881 | 20.000  |
| số 8                                                     | " Hồng Kông "        | 1937 | 10.000  |
| 9                                                        | Haiyan               | 2013 | 6.340   |
| 10                                                       | Vera                 | 1959 | 5.238   |
| Bài chi tiết: danh sách các cơn bão nhiệt đới đáng chú ý |                      |      |         |

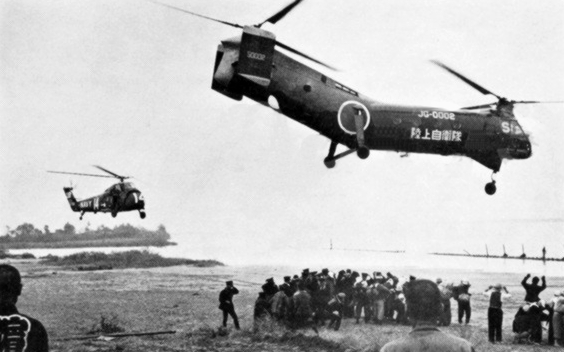
Một máy bay trực thăng Mỹ HSS-1 và máy bay trực thăng Model 44A của Nhật Bản sơ tán dân thường bị ảnh hưởng

Trước hậu quả sau cơn bão Vera, chính phủ Nhật Bản đã thành lập một trụ sở thảm họa ở Tokyo và phân bổ nguồn lực cho các khu vực bị ảnh hưởng. Chính phủ cũng thành lập Cục Cứu trợ Thảm họa Trung ương Nhật Bản tại Nagoya. Do chi phí thiệt hại ước tính lớn của các tác động của Vera, quốc hội Nhật Bản đã buộc phải đưa ra một ngân sách quốc gia bổ sung để trang trải các tổn thất. Bắt đầu từ tháng 9   27, nơi trú ẩn được mở ra và các cơ quan chính quyền địa phương hỗ trợ giải cứu thường dân bị mắc kẹt. Vào tháng Chín   29, Lực lượng phòng vệ Nhật Bản bắt đầu tham gia nỗ lực cứu trợ. Trung tướng Hoa Kỳ Robert Whitney Burns đã ra lệnh cho tất cả các quân nhân sẵn sàng đóng quân tại Nhật Bản tham gia vào các nỗ lực cứu trợ bão. USS Kearsarge đã được phái đến Nagoya để hỗ trợ các nỗ lực cứu trợ ở đó. Ở Nagoya, nước lũ làm ô nhiễm nước uống, làm giảm đáng kể nguồn cung cấp nước sạch. Mặc dù công tác vệ sinh và khử trùng nhanh chóng, dịch bệnh bùng phát ở một số nơi trong thành phố. Hơn 170   các trường hợp kiết lỵ đã được báo cáo, cùng với các trường hợp khác của hoại thư và uốn ván. Ngoài việc thiếu nước, việc phân phối thực phẩm, đã được nhắc nhở do tình trạng thiếu lương thực do Vera gây ra, dẫn đến các vấn đề đói cho dân số bị ảnh hưởng.
Do hậu quả của việc vi phạm phòng thủ lũ lụt quanh Vịnh Ise, nước biển tiếp tục đổ vào các khu vực ngập nước sau khi Vera đi qua, làm chậm các nỗ lực sửa chữa. Một lần vi phạm kéo dài 150   km (93   mi) trên 5.000 yêu cầu   nhân sự, 32.000   bao cát, và máy ủi do Bộ Quốc phòng Nhật Bản phái đi để làm giảm dòng nước. Tại quận Ama của tỉnh Aichi, các nỗ lực tái thiết cho đê, đường và cơ sở hạ tầng kéo dài đến cuối tháng 12   1959. Do những thiệt hại do ngành công nghiệp ngọc trai gây ra do bão, sản lượng ngọc trai Nhật Bản vào năm 1959 dự kiến sẽ giảm 30% vào năm 1959, với sản lượng 40% dự kiến vào năm 1960. Tổn thất tiền tệ cho ngành công nghiệp dự kiến sẽ làm lu mờ US $ 15   triệu, khiến chi phí ngọc trai Nhật Bản tăng 20%. Hơn nữa, tác dụng của Vera đối với ngành công nghiệp ngọc trai của đất nước dự kiến sẽ tồn tại trong hai đến ba năm.

### Cải cách và giảm nhẹ thiên tai
Sự hủy diệt chưa từng có do Vera gây ra đã khiến quốc hội Nhật Bản thông qua luật pháp để hỗ trợ hiệu quả hơn cho các khu vực bị ảnh hưởng và giảm thiểu thảm họa trong tương lai. Vào tháng Mười   Năm 1959, một phiên họp quốc hội đặc biệt đã ban hành một số biện pháp được điều phối bởi nhiều bộ của chính phủ và cung cấp các công ty con cho những người bị ảnh hưởng bởi Vera và các thảm họa tự nhiên khác ở Nhật Bản từ tháng 8 và tháng 9 năm đó. Một đạo luật lâu dài được thúc đẩy bởi hiệu ứng của Vera là năm 1961   thông qua Đạo luật cơ bản về phòng chống thiên tai, được coi là "nền tảng của pháp luật về giảm thiểu rủi ro thiên tai ở Nhật Bản". Đạo luật đã thành lập Hội đồng phòng chống thiên tai trung ương, được thành lập để phối hợp giảm thiểu rủi ro thiên tai. Pháp luật cũng bắt buộc một kế hoạch phòng chống thiên tai hàng năm, phải được đệ trình lên quốc hội Nhật Bản hàng năm. Cuối cùng, đạo luật thành lập ngày 1 tháng 9 là một ngày phòng chống thiên tai quốc gia.
Ngoài cải cách lập pháp, việc vi phạm các hệ thống phòng chống lũ lụt ven biển trong thời gian Vera đã thúc đẩy thiết kế lại các cơ chế như vậy. Ở Nagoya, quy định được tạo ra cho xây dựng ven biển và độ cao của chúng. Sự phát triển của hệ thống phòng thủ lũ lụt ở các vịnh Ise, Osaka và Tokyo cũng được đưa vào hoạt động. Độ cao của các hệ thống phòng thủ như vậy dựa trên các tình huống xấu nhất và độ cao của bão lớn nhất do bão gây ra.